# Atterrages occidentaux
 (signalé en juillet 2025).
Si vous disposez d'ouvrages ou d'articles de référence ou si vous connaissez des sites web de qualité traitant du thème abordé ici, merci de compléter l'article en donnant les références utiles à sa vérifiabilité et en les liant à la section « Notes et références ».
- Archive Wikiwix
- Bing
- Cairn
- DuckDuckGo
- E. Universalis
- Gallica
- Google
- G. Books
- G. News
- G. Scholar
- Persée
- Qwant
- (zh) Baidu
- (ru) Yandex
- (wd) trouver des œuvres sur Wikidata

atterrages occidentaux

Les atterrages occidentaux sont une zone rectangulaire de l'océan Atlantique située sur la côte ouest de Grande-Bretagne. Le rectangle est plus haut que large, les limites nord et sud sont définies par les extrémités nord et sud des îles Britanniques, la limite  est située sur la côte ouest, et la limite ouest dans l'Atlantique à peu près à hauteur de l'Islande. La zone est particulièrement importante pour le Royaume-Uni, car la plupart de ses ports se trouvent dans ce secteur.
Le terme est couramment utilisé dans les discussions liées à la guerre navale, notamment durant la Première Guerre mondiale et la bataille de l'Atlantique de la Seconde Guerre mondiale, pendant laquelle la marine de guerre allemande (Kriegsmarine) a tenté d'instaurer un blocus du Royaume-Uni en utilisant des sous-marins (U-Boote) dans cette région. Comme presque tous les navires en provenance et à destination du Royaume-Uni passaient dans cette zone, c'était un excellent terrain de chasse et il était âprement défendu.